# امپراتور جیاگینگ
امپراتور جیاگینگ (۱۳ نوامبر ۱۷۶۰ – ۲ سپتامبر ۱۸۲۰) هفتمین امپراتور دودمان چینگ و پنجمین فرمانروای این سلسله بود که از ۱۷۹۶ تا ۱۸۲۰ میلادی بر کلیه چین فرمان می راند.
او پسر امپراتور چیان‌لونگ بود. او در دوره حکومتش، تلاش کرد تا ممنوعیت مصرف تریاک را در چین به اجرا برساند. جیاگینگ در ابتدای سلطنتی خویش، با مشکلات داخلی فراوانی از جمله شورش نیلوفر سفید (۱۷۹۶-۱۸۰۴) و شورش میائو (۱۷۹۵-۱۸۰۶) روبه رو گردید. او تلاش زیادی کرد تا چین را به همان شکوه و قدرتش در قرن ۱۸ بازگرداند؛ با این حال، خروج مقدار زیادی نقره از کشور، که نتیجهٔ معاملات تریاک توسط بریتانیا در چین بود، منجر به آشفتگی و تورم در اقتصاد چین شد.
همچنین، اشراف چینی و برخی از اعضای خاندان سلطنتی، دو بار طی سال‌های ۱۸۰۳ و ۱۸۱۳ میلادی به جان امپراتور جیاگینگ سوءقصد کردند. بسیاری از توطئه‌گران - که در میان آن‌ها شاهزادگان کشور نیز حضور داشتند - اعدام شده و باقی آن‌ها نیز به تبعید فرستاده شدند.

## ضدیت با مسیحیت
مخالفت شدید امپراتور جیاگینگ با مبلغان مسیحی، باعث دردسرهای فراوانی در روابط دیپلماتیک با کشورهای اروپایی شد. بسیاری از مبلغان مسیحی، به عنوان برده به سین‌کیانگ چین برده شده و به سران آن مناطق فروخته شدند.